# Leporinus agassizii
Leporinus agassizii är en fiskart som beskrevs av Steindachner, 1876. Leporinus agassizii ingår i släktet Leporinus och familjen Anostomidae. Inga underarter finns listade i Catalogue of Life.